# Aloeides simplex
The Dune Copper (Aloeides simplex) là một bướm ngày thuộc họ Lycaenidae. Loài này có ở Nam Phi.
Sải cánh từ 26–32 mm đối với con đực và 29–34 mm đối với con cái. Cá thể trưởng thành mọc cánh từ tháng 8 tới tháng 11 và từ tháng 1 tới tháng 3.
Mỗi năm loài này có hai thế hệ.